# Андриасян, Завен Робертович
Завен Робертович Андриасян (род. 11 марта 1989) — армянский шахматист, гроссмейстер (2006).
Завен Андриасян родился 11 марта 1989 года в Ереване. В 5 лет научился играть в шахматы, а в семилетнем возрасте стал чемпионом Армении до 10 лет. Он повторил этот успех ещё два раза в 1998 и 1999 гг. с абсолютным результатом — 9 из 9. В разные годы выигрывал чемпионаты Армении в разных возрастных категориях. В 14 лет выиграл чемпионат Армении до 18 лет и больше не участвовал в этих соревнованиях.
В 2005 году стал чемпионом Европы до 16 лет, в том же году выиграл чемпионат Европы до 16 лет ещё и в рапиде. В 2005 годы стал победителем «Аэрофлот Опена» в турнире Б. В том же году удостоился звания международного мастера. В 2006 году стал вице-чемпионом Европы до 18 лет, а уже через месяц в возрасте 17 лет стал чемпионом мира до 20 лет, и сразу получил звание международного гроссмейстера, на тот момент он был самым юным мужским гроссмейстером Армении. В разные годы становился чемпионом Армении по быстрым шахматам. Трёхкратный бронзовый призёр чемпионата Армении.
В 2010 году стал обладателем Кубка России, и выиграл все матчи нокаут-турнира в основное время, чего не бывало в истории Кубка страны, в ходе турнира выиграл у всех основных претендентов в том числе у рейтинг-фаворита турнира Виорела Бологана, Чемпиона Европы Владимира Поткина и у второго номера турнира и победителя Кубка 2007 года Артёма Тимофеева.
В 2013 году стал серебряным призёром Летней Универсиады в Казани, по дополнительным показателям уступив первое место филиппинцу Уэсли Со.

## Изменения рейтинга
| График не отображается по техническим причинам. Чтобы исправить это, воспроизведите график в новом формате, если это возможно. |